# Verdelhos
Verdelhos é uma povoação portuguesa sede da Freguesia de Verdelhos do Município da Covilhã, freguesia com 36,49 km² de área e 500 habitantes (censo de 2021), tendo, por isso, uma densidade populacional de 13,7 hab./km².
Pertenceu ao concelho de Valhelhas até à sua extinção deste em 24 de outubro de 1855, passando a partir daí a fazer parte do concelho (atual município) da Covilhã.
Verdelhos pertence à rede de Aldeias de Montanha.

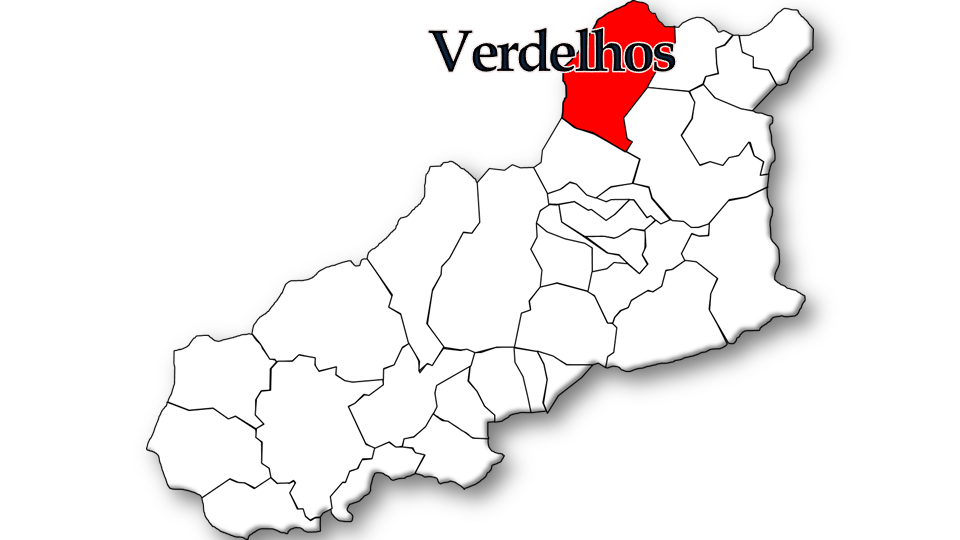
Localização no Município da Covilhã

## Demografia
A população registada nos censos foi:
| Distribuição da População por Grupos Etários | Distribuição da População por Grupos Etários | Distribuição da População por Grupos Etários | Distribuição da População por Grupos Etários | Distribuição da População por Grupos Etários |
| -------------------------------------------- | -------------------------------------------- | -------------------------------------------- | -------------------------------------------- | -------------------------------------------- |
| Ano                                          | 0-14 Anos                                    | 15-24 Anos                                   | 25-64 Anos                                   | > 65 Anos                                    |
| 2001                                         | 129                                          | 97                                           | 378                                          | 271                                          |
| 2011                                         | 76                                           | 61                                           | 282                                          | 245                                          |
| 2021                                         | 36                                           | 37                                           | 244                                          | 183                                          |

## História
Numa expedição científica à Serra da Estrela, realizada em 1881, foram encontrados alguns vestígios de um castro luso-romano, o que prova que desde cedo o homem se fixou por aqui.
No século XIII, Verdelhos era já uma das paróquias iniciais da terra de Trassera, em cujo extremo norte se situava. Isso significa a precoce instituição da freguesia e da paróquia. No seu lugar principal, ergueu-se então um templo, que certamente não é o mesmo de hoje, dedicado ao padroeiro da freguesia, São Pedro.
A paróquia de Verdelhos já aparece, desta forma, no arrolamento mandado efetuar por D. Dinis em 1320-21 entre as chamadas "igrejas da Covilhã". Estava taxada, nessa altura, em vinte libras (quantia que, naquele contexto, era pouco significativa) e era uma igreja católica.
No século XVIII, Verdelhos era um priorado da apresentação do capitão-mor de Gonçalo, freguesia do concelho e distrito da Guarda. Tinha o pároco local a renda anual de cento e sessenta mil réis. Em termos administrativos, a freguesia pertenceu a Valhelhas até 24 de Outubro de 1855, passando nesta data, por extinção daquele concelho, para o da Covilhã.

## Localização e toponímia
Verdelhos é sede de freguesia do Município da Covilhã pertencente ao Distrito de Castelo Branco. A freguesia tem uma população de 500 habitantes e uma área de 31 Km2, sendo atravessada pelo Rio Beijames.
A Freguesia de Verdelhos, para além da sede, é constituída pelos lugares de Barreiros, Cova, Sarnadas e Borralheira.
A quinze quilómetros da sede do Município, Verdelhos era uma aldeia com casas construídas em xisto, encontrando-se hoje bastante descaracterizada por novas construções.
Esta localidade é conhecida na região por Nova Iorque, e provavelmente por causa desta alcunha outras localidades na zona têm alcunhas de outras cidades americanas. Tendo esta designação sido usada inicialmente em tom de brincadeira pelos naturais desta freguesia desde os anos 60, e pela sua normal divulgação, existe hoje um elevado número de pessoas, que vulgarmente associam o nome de Nova Iorque à freguesia de Verdelhos.[carece de fontes?]
O nome da freguesia, Verdelhos, está relacionado com uma característica dominante da sua paisagem, que na época de fundação da freguesia ainda devia ser mais marcante: o verde. Refere a "Grande Enciclopédia Portuguesa e Brasileira" em relação ao assunto: "(Relaciona-se) com o termo verde, talvez no antigo e ainda de todo não extinto sentido de campo de erva ou de pastagem - aqui, "pequenos verdes" (sufixo - elho) e em acordo com a zona pastoril da Serra da Estrela. O topónimo deve, pois, aproximar-se, em sentido, de outros como Verdeal, Verdoejo, Verdugo, etc. Estes topónimos, bem como outros da Idade Média, remontarão, quanto mais antigos, ao século XII, quando se aforou Valhelhas e seu termo, a que Verdelhos pertenceu desde logo, pois que o povoamento do território desta freguesia poucas probabilidades tem de ser anterior."

## Património
A igreja paroquial, dedicada a São Pedro, é o maior bem patrimonial da freguesia de Verdelhos, não se sabe quando foi construída, já que o documento mais antigo data apenas de 1804.
A capela de São Romão encontra-se a dois quilómetros da povoação, tendo sido erguida de forma a servir de barreira à passagem de cães para a sede da freguesia, já que nessa altura grassava uma peste terrível. Ainda uma referência para a capela de Santo António, edificada junto ao cemitério e datando de 1760. Muito antiga é a ponte sobre o rio Beijames.
Património Cultural e Edificado: Igreja matriz, capela de Santo António, capela de São Romão, fonte das Duas Bicas, ponte sobre o rio Beijames, fonte do Outeiro e moinhos de água;
Outros locais de interesse turístico são os lugares paisagísticos e margens do rio Beijames.

## Economia
Em termos económicos, o destaque vai para o setor primário. Na agricultura, os principais produtos cultivados são o milho, a batata e o feijão. Na pecuária, o gado ovino e caprino. Aliás, em 1940 a freguesia tinha o maior contingente de ovelhas e cabras de todo o concelho, facto que ainda acontecia em 1970.
As principais atividades económicas são:Agricultura, exploração florestal, construção civil, carpintaria, serralharia e comércio.

## Festas e Feiras
A feira é mensal, realizando-se ao 3º sábado do mês.
As festas e romarias consistem em Nossa Senhora do Rosário (1º Domingo de Outubro) e São Romão (1º Domingo de Setembro);

## Gastronomia e Artesanato
Os principais pratos são confecionados com carne de rês.
O artesanato local apresenta mantas de retalhos, bordados e latoaria.

## Coletividades e instituições
- Filarmónica Poupular de Verdelhos
- Associação Desportiva e Cultural de Verdelhos
- Grupo de Danças das Trancas
- Rancho Folclórico Estrela da Beira
- Centro Social e Cultural de Verdelhos
- Jardim de Infância
- Escola Básica de Verdelhos